# Валя-Трестиень
Валя-Трестиень (рум. Valea-Trestieni) — село в Ниспоренском районе Молдавии. Является административным центром коммуны Валя-Трестиень, включающей также сёла Исайканы, Луминица, Одобешты и Селиштень.

## География
Село расположено на высоте 102 метров над уровнем моря.

## Население
По данным переписи населения 2004 года, в селе Валя-Трестиень проживает 874 человека (432 мужчины, 442 женщины).
Этнический состав села:
| Национальность | Число жителей | Процентный состав |
| -------------- | ------------- | ----------------- |
| молдаване      | 858           | 98.17             |
| румыны         | 8             | 0.92              |
| украинцы       | 5             | 0.57              |
| русские        | 2             | 0.23              |
| прочие         | 1             | 0.11              |
| Всего          | 874           | 100%              |